# August Trümpelmann

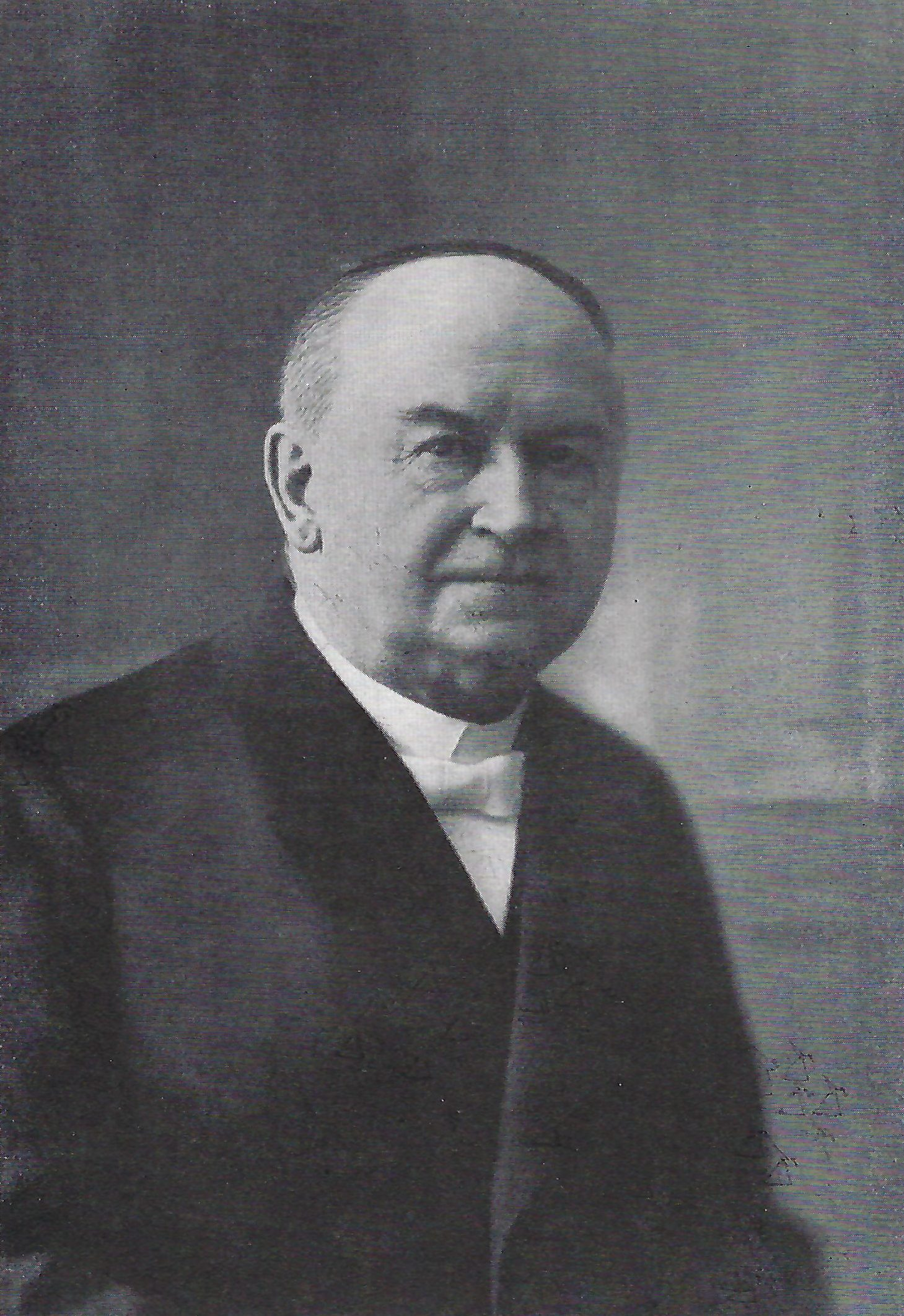
August Trümpelmann

August Christian Friedrich Ernst Heinrich Trümpelmann (* 9. September 1837 in Ilsenburg; † 28. März 1915 in Magdeburg) war ein deutscher Theologe und Schriftsteller.

## Leben
Er war ein Sohn des Modelleurs/Werkmeisters  einer Eisengießerei und späteren Musikmeisters. Nach dem Besuch der örtlichen Elementarschule von 1843 bis 1848 ging Trümpelmann auf das Lyzeum in Wernigerode. 1851 wechselte er auf die Landesschule Pforta über, auf der er bis 1857 verblieb. Danach nahm Trümpelmann ein Studium der Theologie und Philosophie in Halle auf, welches er 1860 beendete.
Im darauffolgenden Jahr wirkte er als Stadtmissionar in Lyon. Von 1862 bis 1864 hatte Trümpelmann eine Stelle als Hauslehrer in Hamburg inne und im Anschluss daran bis 1865 die eines Hilfslehrers in Wernigerode. 1865 erfolgte seine Ordination, worauf er die Pfarrstelle in Friedrichswerth übernahm. Sich hier politisch engagierend wurde er 1872 Landtagsmitglied im Herzogtum Gotha. 1875 bekam Trümpelmann eine Berufung als Pastor und Superintendent nach Uelleben. Von dort wechselte er 1881 als Oberpfarrer, Superintendent und Kreisschulinspektor nach Torgau. 1891 nahm Trümpelamm letztlich die Stellung eines Superintendenten der Stadtephorie St. Johannis in Magdeburg an, die er bis zu seiner Emeritierung 1912 innehatte. Für seine Leistungen wurde er mit dem „Rothen-Adler-Orden“ (4. Klasse) ausgezeichnet.  
August Trümpelmann verfasste verschiedene religiöse und sozialpolitische Schriften, aber insbesondere dramatische Dichtungen sowie geistliche Schauspiele mit geschichtlichem Hintergrund. 
Sein Sohn war Max T. (1870–1926) der sich als Theologe, mehr noch jedoch als Komponist und Dichter einen Namen machte.

## Werke
- Die römische Frage vom kirchlich-nationalen Standpunkte (1868).
- Luther und seine Zeit (Drama, 1869)
- Die Schlacht bei Möckern (1870).
- Perpetua und Felicitas (Erzählerische Dichtung, 1873).
- Bilder aus den Verhältnissen der ländlichen Arbeiterbevölkerung (1874).
- Geschichte der Predigt von den Anfängen bis auf Schleiermacher (Hg. Richard Rothe, 1881).
- Luther und seine Zeit (Volksschauspiel, 1887, 1889).
- Die an meinem Volksschauspiel "Luther und seine Zeit" geübte Censur (1889).
- Die Predigt am Muldenstein (Drama, 1890. 3. Aufl. 1933).
- Was hat der Landmann von der Sozialdemokratie zu erwarten (1891, 1894).
- Kloster und Schule (Festspiel, 1893).
- Die moderne Weltanschauung und das apostolische Glaubensbekenntnis (1901).
- Ein Herzensbund und sein Bruch (Schauspiel, 1904)
- Dennoch! (3 Zeitpredigten, 1906).
- Welche Bedeutung gewinnt die Wiederkehr des Halleyschen Kometen für unser religiöses Leben? (1910).